# Лоянский диалект
Лоянский диалект — это диалект чжунъюаньской ветви, на котором говорят в Лояне и близлежащих районах провинции Хэнань. Несмотря на то, что он служил престижным диалектом китайцев с периода Сражающихся царств до династии Мин, он сильно отличается от современного путунхуа, который основан на пекинском диалекте.

## Фонология

### Инициали
|             | Билабиальные | Лабиодентальные | Альвеолярные | Ретрофлексные | Альвео-палатальные | Заднеязычные |
| ----------- | ------------ | --------------- | ------------ | ------------- | ------------------ | ------------ |
| Носовые     | m            |                 | n            |               |                    |              |
| Взрывные    | p pʰ         |                 | t tʰ         |               |                    | k kʰ         |
| Аффрикаты   |              |                 | ts tsʰ       | tʂ tʂʰ        | tɕ tɕʰ             |              |
| Фрикативные |              | f v             | s            | ʂ ʐ           | ɕ                  | x ɣ          |
| Латеральные |              |                 | l            |               |                    |              |

| w | Лабиовелярный аппроксимант    |
| ɥ | Лабиопалатальный аппроксимант |
| j | Палатальный аппроксимант      |

### Особенности
- Входящий тон среднекитайского языка имеет иное распределение в лоянском диалекте.
- Контуры тонов отличаются от стандартных контуров в путунхуа.
- Ретрофлекс и альвеолярные фрикативы встречаются в разных распределениях: ретрофлексные фрикативы в путунхуа часто встречаются в виде альвеолярных фрикативов в лоянском диалекте.
- Различение между /w/ и /v/, утерянное в путунхуа, сохраняется в лоянском диалекте.
- Серия ретрофлексных согласных менее ретрофлексирована, чем в стандартном путунхуа, и немного дальше вперед.
- Альвео-палатальная серия немного дальше назад, чем в путунхуа.
- Стандартные финали /œ/ и /ɑu/ часто в виде [ɔ] в лоянском диалекте. Например, 学 ([ɕɥœ̌]/[ɕɥě], учить) — это [ɕɥɔ], а 角 ([tɕjɑù]/[tɕjàu], рог) — [tɕɥɔ].
- Стандартная финаль /əi/ произносится как [ɯ] или [i] в определённых условиях.
- Стандартная финаль /n/ назализирует предыдущий гласный.
- Суффикс -儿 произносится как /ɯ/.